# San Pedro Sula (kommun)
San Pedro Sula är en kommun i Honduras.   Den ligger i departementet Departamento de Cortés, i den västra delen av landet, 180 km nordväst om huvudstaden Tegucigalpa. Antalet invånare är 515 458.
Följande samhällen finns i San Pedro Sula:
- Peña Blanca